# كم داي جنغ
كيم داي جونغ (3 ديسمبر 1925 - 18 أغسطس 2009)، سياسي كوري جنوبي شغل منصب رئيس كوريا الجنوبية بين عام 1998 و2003. وهو أولُ زعيم كوري جنوبي يزور كوريا الشمالية. حصل في عام 2000 على جائزة نوبل للسلام وذلك لمساعيه للتقريب بين الكوريتين بتنفيذه ما عُرف بسياسة الشمس المشرقة.

## حياته السياسية

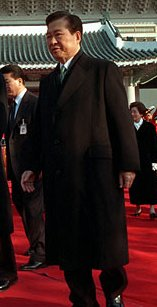
كيم داي جونغ

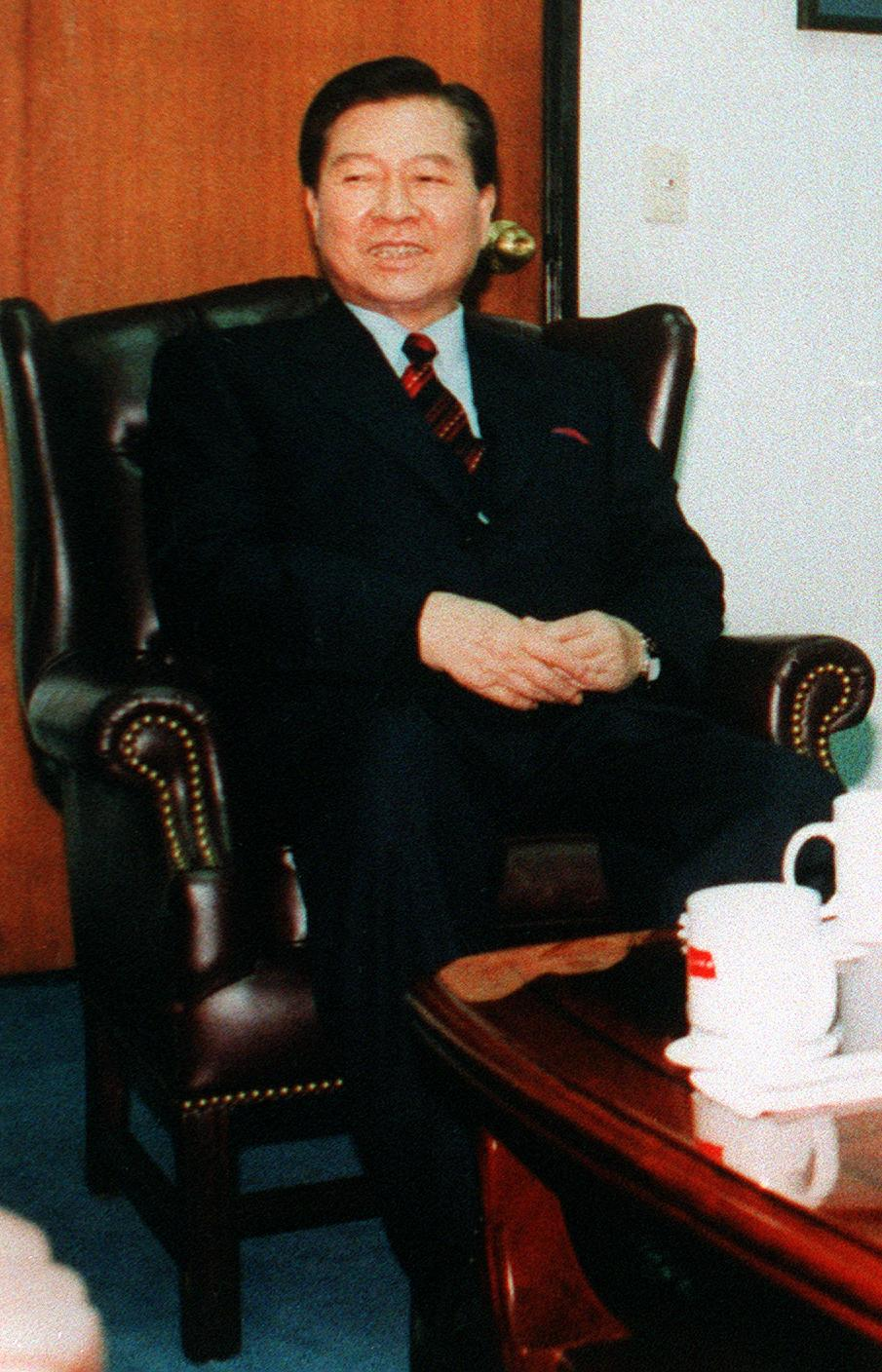
كيم داي جونغ عام 1998

بدأ مسيرته السياسية سنة 1954 بمعارضته لسينغمان رهي. دخل البرلمان نائبًا سنة 1961. وخاض الانتخابات الرئاسية سنة 1971 على الرغم من المصاعب التي كان يفرضها الحكمُ الدكتاتوري الذي حبسَه وهدَّده ثم منعَه من العمل السياسي أكثر من عقد من الزمن. ثم حُكم عليه بالإعدام سنة 1980 عقب انقلاب في السُّلطة ونشوب موجات احتجاج في معقله السياسي، ثم خُفِّفَ حُكم العقوبة إلى الحبس عشرين سنةً، عقب تدخُّل الولايات المتحدة التي عاش فيها بالمَنفى. عاد إلى كوريا الجنوبية سنة 1985 زعيمًا للمعارضة، وخاض كلًّا من انتخابات 1987 و1992 الرئاسية، لكنه خسر فيهما، ثم نجح بالفوز في انتخابات سنة 1997.

## روابط خارجية
- كم داي جنغ على موقع أوليمبيديا (الإنجليزية)